# Honnelles
Honnelles (en picard et wallon : Onele) est une commune francophone de Belgique située en Région wallonne dans la province de Hainaut.
Elle est née le 1er janvier 1977 de la fusion des communes de Angre, Angreau, Athis, Autreppe, Erquennes, Fayt-le-Franc, Marchipont, Montignies-sur-Roc, Onnezies et Roisin. Le nom qui lui a été attribué lors de cette fusion vient des deux cours d'eau qui parcourent l'entité : la Petite Honnelle et la Grande Honnelle (un affluent de l'Escaut).

## Géographie
La commune s'inscrit dans le Parc naturel des Hauts-Pays. Elle est entourée, sauf au nord et au nord-est, par la frontière belgo-française qui la sépare du département français du Nord.

### Sections de commune
| #  | Nom                | Superf. (km²). | Habitants (2020). | Habitants par km² | Code INS |
| -- | ------------------ | -------------- | ----------------- | ----------------- | -------- |
| 1  | Roisin             | 12,53          | 1.237             | 99                | 53083A   |
| 2  | Angreau            | 3,91           | 394               | 101               | 53083B   |
| 3  | Angre              | 6,04           | 756               | 125               | 53083C   |
| 4  | Marchipont         | 1,00           | 88                | 88                | 53083D   |
| 5  | Onnezies           | 4,22           | 266               | 63                | 53083E   |
| 6  | Montignies-sur-Roc | 5,37           | 498               | 93                | 53083F   |
| 7  | Autreppe           | 1,66           | 361               | 217               | 53083G   |
| 8  | Fayt-le-Franc      | 2,92           | 616               | 211               | 53083H   |
| 9  | Athis              | 2,66           | 466               | 175               | 53083G   |
| 10 | Erquennes          | 4,00           | 470               | 118               | 53083H   |

## Démographie

### Démographie: Commune fusionnée
En tenant compte des anciennes communes entraînées dans la fusion de communes de 1977, on peut dresser l'évolution suivante :
Les chiffres des années 1831 à 1970 tiennent compte des chiffres des anciennes communes fusionnées.
- Source: DGS , de 1831 à 1981=recensements population; à partir de 1990 = nombre d'habitants chaque 1 janvier[3]

## Armoiries
|  | Honnelles possède des armoiries qui lui été officiellement octroyées le 16 mai 1980. Ces armes représentent les armes de la famille Roisin, l'une des principales familles nobles du Hainaut à la fin du Moyen-Âge. Comme aucune des anciennes municipalités n'utilisait d'armes, les armes de la famille Roisin étaient le choix le plus logique, car elles ont exercé une influence dans au moins cinq des anciennes municipalités. Blasonnement : Bandé d'argent et de gueules de six pièces. Source du blasonnement : https://www.heraldry-wiki.com/wiki/Honelles |

## Politique et administration

### Conseil et collège communal 2024-2030
Ci-dessous, le tableau des résultats des élections communales de 2024.
| Parti | Parti        | Voix (2024) | Voix (2018) | % (2024) | % (2018) | +/-     | Sièges  | +/- | Collège |
| ----- | ------------ | ----------- | ----------- | -------- | -------- | ------- | ------- | --- | ------- |
|       | PS           | 895         | -           | 26,01%   | -        | 0.0 %   | 4 / 17  | 4.0 | Non     |
|       | PHA          | 2.546       | 1.676       | 73,99%   | 47,67%   | 26.32 % | 13 / 17 | 4.0 | Oui     |
|       | LISTE MAÏEUR | -           | 1.512       | -        | 43,00%   | 0.0 %   | - / 17  | 8.0 | Non     |
|       | HD           | -           | 328         | -        | 9,33%    | 0.0 %   | - / 17  | 0.0 | Non     |
| Total | Total        | 3 441       | 3 516       | 100 %    | 100 %    |         | 17      |     |         |

| Collège communal  |                    |                                        |
| ----------------- | ------------------ | -------------------------------------- |
| Bourgmestre       | Matthieu Lemiez    | Les Engagés - Pour Honnelles Autrement |
| 1er Échevin       | Quentin Crapez     | MR - Pour Honnelles Autrement          |
| 2e Échevin        | Frédéric Bronchart | Les Engagés - Pour Honnelles Autrement |
| 3e Échevin        | Quentin Moreau     | MR - Pour Honnelles Autrement          |
| 4e Échevine       | Pascale Homerin    | Les Engagés - Pour Honnelles Autrement |
| Président du CPAS | Nicolas Dubois     | Pour Honnelles Autrement               |

## Personnalités
- Charles Théodore Bernier (1871-1950), artiste peintre et graveur né à Angre.
- Claude Renard (1946-2019) : auteur et professeur de bande dessinée résidait à Angre.